# Adoção do calendário gregoriano

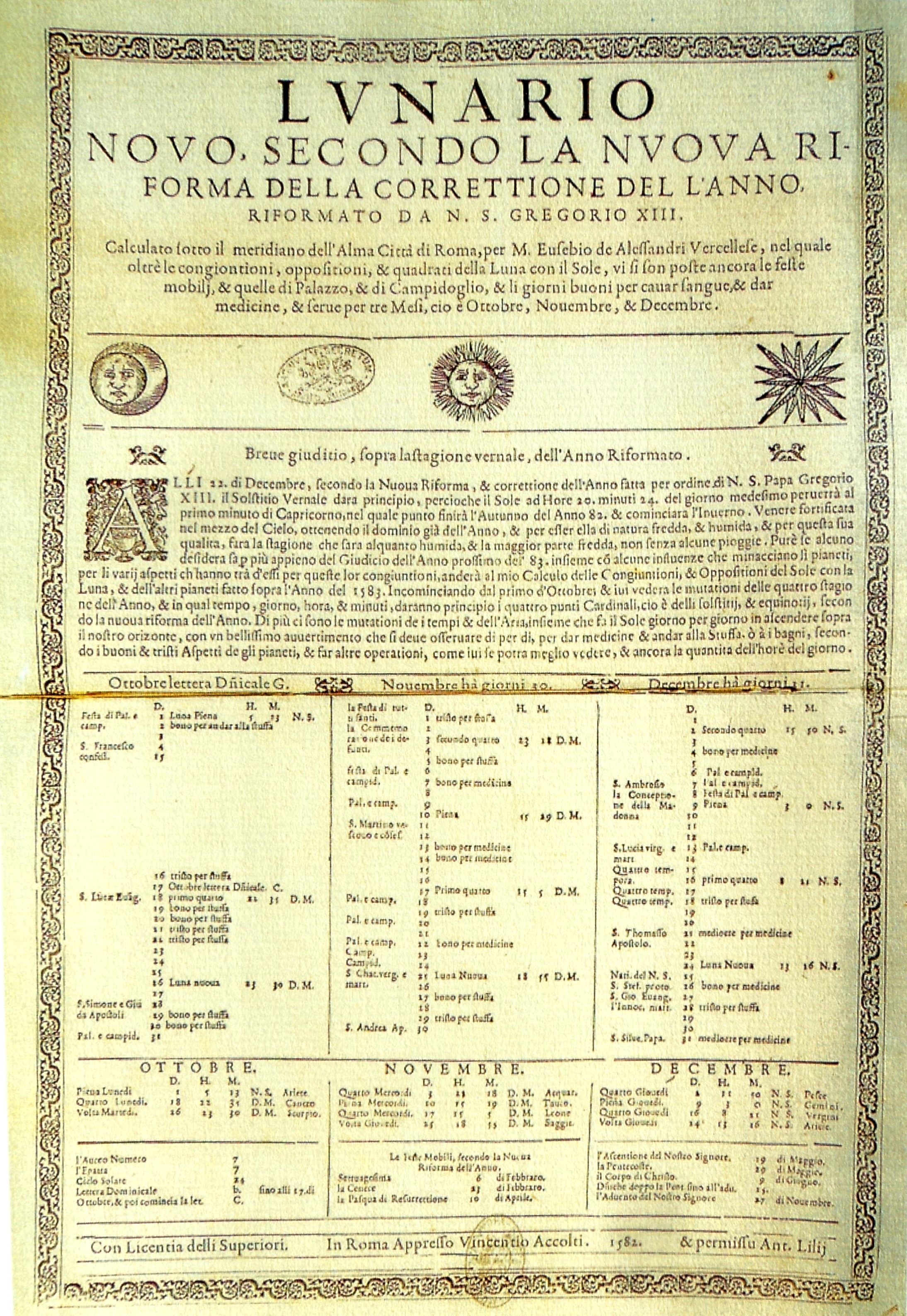
Lunario Novo, Secondo la Nuova Riforma della Correttione del l'Anno Riformato da N.S. Gregorio XIII, impresso em Roma por Vincenzo Accolti em 1582, uma das primeiras edições impressas do novo calendário

A adoção do calendário gregoriano foi um evento na história moderna da maioria das culturas e sociedades, marcando uma mudança de seu sistema de datação tradicional (ou estilo antigo) para o sistema de datação moderno (ou novo estilo), o calendário gregoriano, que é amplamente usado em todo o mundo hoje. Alguns estados adotaram o novo calendário a partir de 1582, alguns não o fizeram antes do início do século XX, e outros o fizeram em várias datas intermediárias; no entanto, um número continua a usar um calendário civil diferente. Para muitos, o novo calendário de estilo é usado apenas para fins civis e o calendário de estilo antigo continua sendo usado em contextos religiosos. Hoje, o calendário gregoriano é o calendário civil mais utilizado no mundo. Durante – e por algum tempo após – a mudança entre os sistemas, tem sido comum o uso dos termos Old Style e New Style na datação, para indicar qual calendário foi usado.
O calendário gregoriano foi decretado em 1582 pela bula papal Inter gravissimas do Papa Gregório XIII, para corrigir um erro no calendário juliano, que foi baseado em um ano com duração de 365,25 dias, mas isso era um pouco longo demais; na realidade, são cerca de 365,2422 dias e, assim, ao longo dos séculos, o calendário foi ficando cada vez mais desalinhado com a órbita da Terra. O ano médio no calendário gregoriano é de 365,2425 dias.
Embora a reforma de Gregório tenha sido promulgada da forma mais solene disponível para a Igreja, a bula não tinha autoridade além da Igreja Católica e dos Estados Papais. As mudanças que ele estava propondo eram mudanças no calendário civil, sobre o qual ele não tinha autoridade formal. Exigiam a adoção pelas autoridades civis de cada país para ter efeito legal. A bula tornou-se a lei canônica da Igreja Católica em 1582, mas não foi reconhecida pelas igrejas protestantes, igrejas ortodoxas orientais e algumas outras. Consequentemente, os dias em que a Páscoa e feriados relacionados eram celebrados por diferentes igrejas cristãs divergiam.

## Adoção em países católicos
Estados católicos como a França, os principados italianos, Polônia-Lituânia, Espanha (junto com suas possessões europeias e ultramarinas), Portugal e os estados católicos do Sacro Império Romano foram os primeiros a mudar para o calendário gregoriano. Quinta-feira, 4 de outubro de 1582, foi seguida por sexta-feira, 15 de outubro de 1582, um salto de dez dias. Os países que não mudaram até o século XVIII já haviam observado um ano bissexto adicional (1700), exigindo o declínio de onze dias. Alguns países não mudaram até o século XIX ou XX, necessitando de mais um ou dois dias para serem omitidos do calendário.
Filipe II de Espanha decretou a mudança do calendário juliano para o gregoriano, o que afetou grande parte da Europa católica, pois Filipe era na época governante da Espanha e Portugal, bem como grande parte da Itália. Nesses territórios, bem como na Comunidade Polaco-Lituana (governada por Ana Jagelão) e nos Estados Papais, o novo calendário foi implementado na data especificada pela bula, com a quinta-feira juliana, 4 de outubro de 1582, sendo seguida pela sexta-feira gregoriana, 15 de outubro de 1582; as colônias espanholas e portuguesas seguiram de facto tardiamente devido ao atraso na comunicação.
Outros países católicos logo se seguiram. A França adotou o novo calendário com domingo, 9 de dezembro de 1582, sendo seguido por segunda-feira, 20 de dezembro de 1582. As províncias holandesas de Brabante e Zelândia, e os Estados Gerais o adotaram em 25 de dezembro daquele ano; as províncias que formam os Países Baixos do Sul (atual Bélgica), exceto o Ducado de Brabante, o adotaram em 1.º de janeiro de 1583; a província da Holanda o adotou em 12 de janeiro de 1583. Os sete cantões suíços católicos adotaram o novo calendário em janeiro de 1684, enquanto Genebra e vários cantões protestantes o adotaram em janeiro de 1701 ou em outras datas ao longo do século XVIII. As duas comunas suíças de Schiers e Grüsch foram as últimas áreas da Europa Ocidental e Central a mudar para o calendário gregoriano, em 1812.

## Calendário islâmico
O calendário islâmico é lunar, de modo que há doze meses lunares em um ano de 354 ou 355 dias, sendo 11 dias mais curtos que um ano solar. Consequentemente, os dias santos no Islã migram em torno do ano solar em um ciclo de 32 anos. Alguns países do mundo islâmico usam o calendário gregoriano para fins civis, mantendo o calendário islâmico para fins religiosos. Por exemplo, a Arábia Saudita adotou o calendário gregoriano para fins de pagamento de funcionários do setor público a partir de 1.º de outubro de 2016; empregadores do setor privado já haviam adotado o calendário gregoriano para fins de remuneração.

## Situação atual
Hoje, a grande maioria dos países usa o calendário gregoriano como seu único calendário civil. Os quatro países que não adotaram o calendário gregoriano são a Etiópia (calendário etíope), Nepal (Vikram Samvat e Nepal Sambat), Irã e Afeganistão (calendário Hijri Solar).
Alguns países usam outros calendários ao lado do calendário gregoriano, incluindo Índia (calendário nacional indiano), Bangladesh (calendário bengali), Paquistão (calendário islâmico), Israel (calendário hebraico) e Mianmar (calendário birmanês), e outros países usam uma versão modificada do calendário gregoriano, incluindo Tailândia (calendário solar tailandês), Japão (calendário japonês), Coreia do Norte (calendário norte-coreano) e Taiwan (calendário Minguo).
Enquanto muitas organizações religiosas calculam seu ano litúrgico pelo calendário civil gregoriano, outras mantêm seus próprios calendários. Calendários alternativos são usados em muitas regiões do mundo hoje para marcar ciclos de eventos religiosos e astrológicos.

## Possíveis conflitos de datas
O uso de calendários diferentes tinha potencial para causar confusão entre os contemporâneos. Por exemplo, é relatado que um dos fatores que contribuíram para a vitória de Napoleão na Batalha de Austerlitz foi a confusão entre os russos, que usavam o calendário juliano, e os austríacos, que usavam o calendário gregoriano, sobre a data em que suas forças devem se combinar. No entanto, este conto não é apoiado em um relato contemporâneo de um major-general do Exército Imperial e Real Austríaco, Karl Wilhelm von Stutterheim, que fala de um avanço conjunto das forças russas e austríacas (no qual ele mesmo tomou parte) cinco dias antes da batalha, e é explicitamente rejeitado no estudo de 2005 de Goetz sobre a batalha.